# Kaple Panny Marie Pomocné (Děčín)
Kaple Panny Marie Pomocné v Děčíně je drobnější sakrální stavbou stojící mezi kostela sv. Václava a Blažeje a budovou magistrátu (dříve okresní úřad, ještě dříve budova jezuitské koleje). Přístupná je od západu portálem s mříží. Kaple je chráněna jako kulturní památka.

## Historie

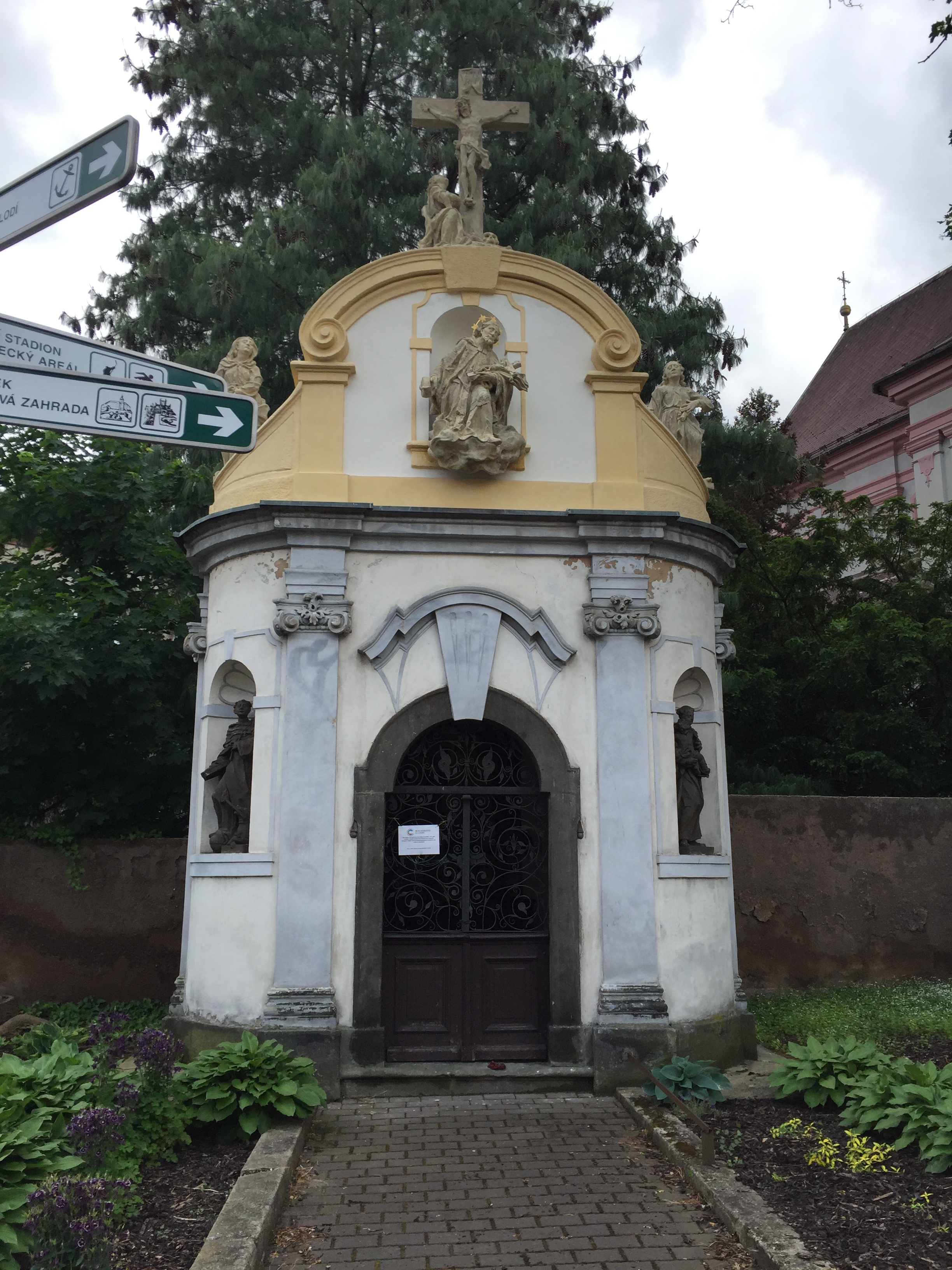
Průčelí děčínské kaple P. Marie Pomocné

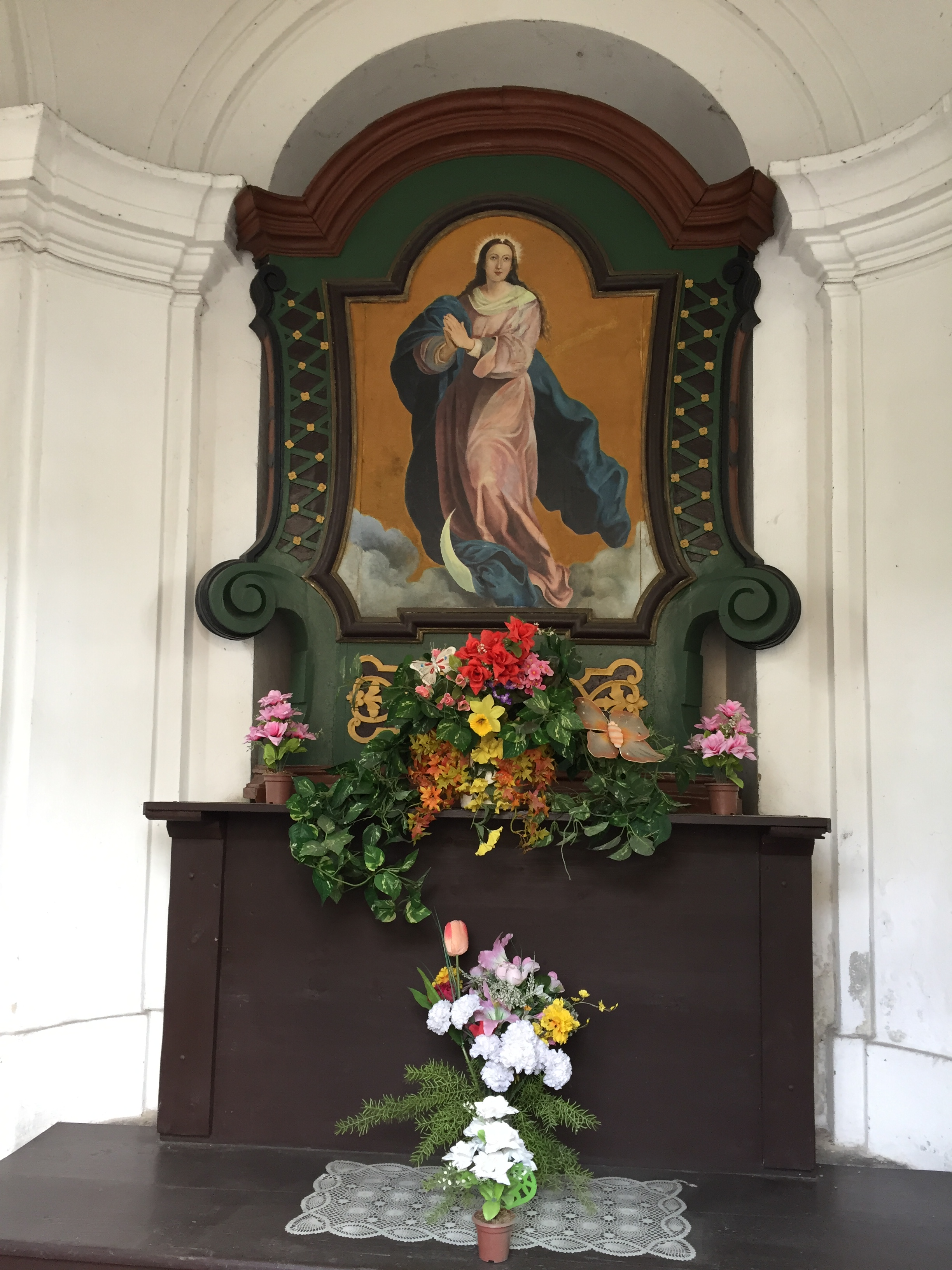
Oltář s obrazem Assumpty v děčínské kapli P. Marie Pomocné

Pochází z roku 1726 a tvořila původně součást tzv. selského hřbitova založeného koncem 16. století. Hřbitov byl v 19. století zrušen a v roce 1879 byl přeměněn na park a náměstí Theodora Körnera. Později upravená plocha s kaplí překážela novodobé výstavbě a proto byla kaple v roce 1927 přesunuta na protější stranu ulice do sousedství kostela sv. Václava a Blažeje. Ve 21. století stojí na počátku ulice 28. října, která vychází z Masarykova náměstí k severu, po níž vede silnice do Hřenska.

## Architektura
Kaple je barokní, čtvercová se zaoblenými rohy, členěná pilastry. Hlavní průčelí je tříosé. Ve střední části průčelí má polokruhově zakončený portál s velkým klenákem a zalamující se římsou. V zaoblených nárožích se nacházejí niky se sochami sv. Dominika a sv. Antonína Paduánského. Nad střední částí je štít se sochou klečícího sv. Jana Nepomuckého v nice. Štít je zakončený segmentovou, volutovitě se stáčející římsou. Nad hlavní osou je sousoší Ukřižování Ježíše Krista se sv. Maří Magdalenou a sochami Panny Marie a sv. Jana na křídlatými zdmi.
Vnitřek kaple je zaklenut kupolí na pendantivech. Oltář Panny Marie je rokokový a v interiéru se naléhají také sochy sv. Josefa a sv. Barbory. Vstupní mříž je barokní, tepaná.